# 清蒸武昌鱼

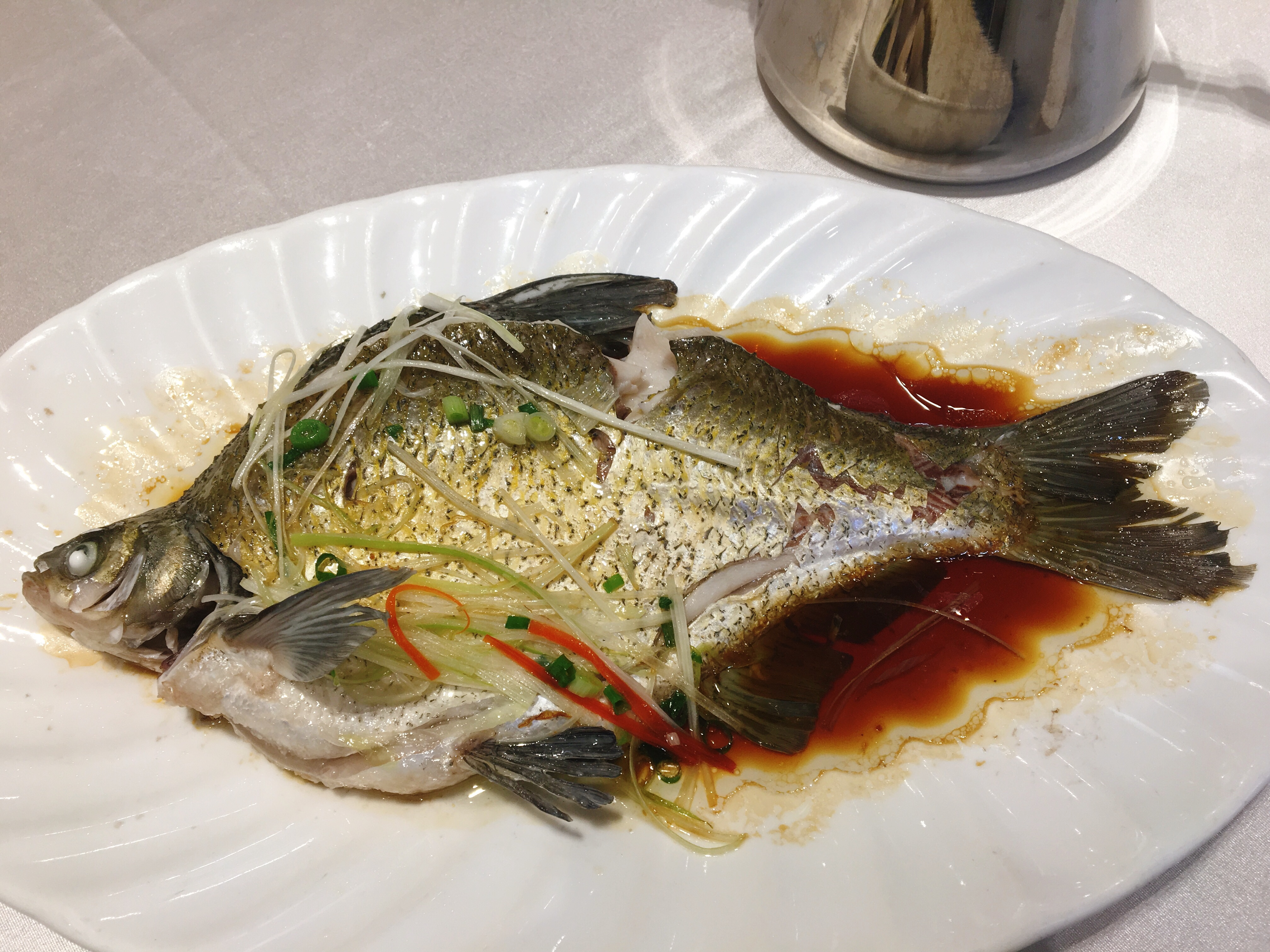
清蒸武昌鱼

清蒸武昌鱼是一道著名的武汉地方菜，以武昌鱼为主要材料，辅以黄酒、姜丝等制成。

## 历史
淡水鱼类自古是中國南方楚地的普遍食材。其中1700年前的东吴时代就有“宁饮建业水，不食武昌鱼”的诗句。因武昌鱼和鳊鱼形近，所以容易混为一谈。传说宋朝王安石一次邀苏东坡一起吟诗作赋，并托苏东坡买几条武昌鱼一起带来佐餐。于是苏东坡在路过鱼摊的时候选了三条比较大的鳊鱼。到了王安石家之后，王安石看看这条鱼摇头不语。苏东坡对此大惑不解。鱼蒸好之后，王安石叫下人拿一钵清水，然后摘第一条鱼的喉骨骨刺投入水中，只见一个油花浮上来。第二条鱼依然如此。到了第三条鱼的时候，王安石说，此乃武昌鱼；然后才扔骨刺，不多时，三个油花前后浮起。苏东坡作为美食家专门有鳊鱼诗记述，其中“游鱼似玉瓶，谁言解缩项，”即为武昌鱼的外观特色。

## 特点
武昌鱼肉质肥美，油厚，清蒸之后口感爽滑，肉质较为细嫩。

## 近代
時任中華人民共和國領導人的毛泽东曾在他的《水调歌头·游泳》词中提到“才饮长沙水，又食武昌鱼”，令武昌鱼廣为當時的中国人所認識。